# TV 신슈
TV 신슈(テレビ信州, TSB, 콜사인: JONI-DTV)는 1980년 10월 1일 일본의 나가노현에서 3번째로 개국한 민영방송국이다.

## 연혁
- 1979년 12월 3일 회사창립.
- 1980년 10월 1일 나가노 현 3번째 민영 텔레비전 방송국으로 개국했으며 당초는 NNN과 ANN 프로그램을 5:5 비율로 방송하는 크로스 네트워크 방송국이었다.(이 때 본사는 마쓰모토시에 설치)
- 1987년 10월 1일 편성의 일부를 변경해 황금시간대 프로그램 약 70%가 TV 아사히 계열 프로그램이 된다.
- 1991년 4월 1일 나가노 아사히 방송 개국에 따라 니혼 TV 완전가맹국이 되었으며 이와 동시에 NNS에 정식 가맹.
- 2005년 10월 1일 개국 25주년. 지상파 디지털 텔레비전 방송 시험 전파 발사.
- 2006년 7월 1일 6개 중계국에서,지상파 디지털 텔레비전 방송 시험 전파 발사 개시.
- 2006년 10월 1일　AM4:55(JST)를 기점으로 지상파 디지털 텔레비전 본방송 개시.
- 2007년 10월 1일　본사 이전에 의해 본사가 나가노시로 이전한다.
- 2011년 7월 24일 지상파 아날로그 텔레비전 본방송 종료. (7월 25일 완전 종료된다.)

## 네트워크 변천사
- 1980년 10월 1일 니혼 TV·TV 아사히 크로스 네트워크 방송국으로 개국. 뉴스 네트워크는 NNN·ANN에 가맹.
  - 이 시점에서 뉴스 방송순서는 아침 NNN→낮ANN→저녁 ANN→밤NNN였다.
- 1984년 10월 1일 나가노 방송에서 방송되던 일부 TV 아사히 프로그램을 방송하기 시작한다.
- 1991년 4월 1일 나가노 아사히 방송 개국에 따라 TV 아사히 프로그램을 중단하고 ANN을 탈퇴하였으며 동시에 신에츠 방송에서 방송하고 있던 니혼 TV 프로그램을 넘겨받으면서 니혼 TV 계열 완전가맹국이 되었다.

## 특징
- 개국당시부터 2007년 9월까지 본사는 마쓰모토시, 연주소는 나가노시에 따로 존재했다.
- 개국당시부터 나가노 아사히 방송개국(1991년 4월 1일) 이전까지는 ANN계열 프로그램도 같이 방송하는 크로스넷 방송국 이었다.
- 1987년 10월 1일 TV 아사히의 뉴스 프로그램인 뉴스 셔틀을 방송하면서 골든 타임에 TV 아사히계열 프로그램을 7할정도 편성했으며 이로 인해 나가노 현의 시청자들에게 많은 항의를 받으면서 방송국의 시청률이 큰 폭으로 떨어졌다고 한다.[1]

## 나가노현에 있는 다른 텔레비전·라디오 방송국
- NHK 나가노 방송국
- 신에츠 방송(SBC)(TV는 도쿄 방송 계열, 라디오는 JRN·NRN 계열)
- 나가노 방송(NBS)(후지 TV 계열)
- 나가노 아사히 방송(abn)(TV 아사히 계열)
- 나가노 FM방송(JFN 계열)